# Núvol noctilucent

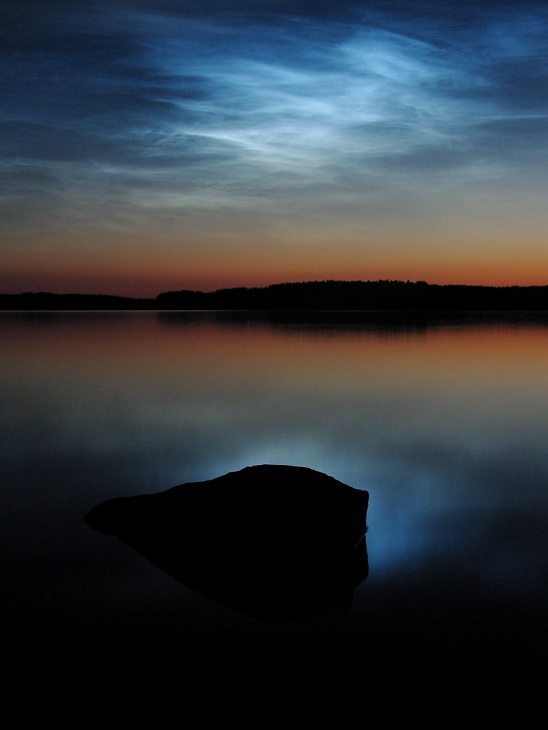
Núvols noctilucents sobre el llac Saimaa

Els núvols noctilucents són febles fenòmens en forma de núvol, els més brillants i dominants en les capes de núvols polars. També coneguts com a núvols mesosfèrics polars, es troben en les capes més altes de l'atmosfera, i són visibles al final del crepuscle. Estan compostes de cristalls d'aigua gelada. El nom significa llums nocturnes i és originari del Llatí. Normalment es veuen en els mesos d'estiu en latituds entre els 50° i 70° al nord i sud de l'equador.
Són els núvols més alts en l'atmosfera terrestre, localitzats en la mesosfera a una altitud aproximada entre els 75 i 85 quilòmetres. Normalment són massa febles per ser vists, i només s'aprecien quan la llum del Sol les il·lumina des de sota l'horitzó mentre que les capes més baixes de l'atmosfera estan en l'ombra de la Terra. Els núvols noctilucents són un fenomen meteorològic descobert recentment i encara no es comprenen del tot; no hi ha cap prova que fossin vistos abans del 1885.
Possiblement pogueren haver estat vistes unes dècades abans per Thomas Romney Robinson a Armagh. Els dubtes ara envolten els registres fora de temporada de Robinson, després d'observacions des de diversos punts d'altes latituds del nord, de fenòmens similars a NNL després de l'estel·la i l'explosió del superbòlid de Txeliàbinsk el febrer del 2013 (fora de la temporada de NNL) que eren de fet reflexos estratosfèrics de pols visibles després de la posta de sol.
Els núvols noctilucents només es formen sota condicions molt precises; la seva presència pot ser una pista dels canvis que ocorren en les capes altes de l'atmosfera. Des del seu descobriment, l'aparició de núvols noctilucents ha estat augmentant en freqüència, lluentor i extensió. Es teoritza que el seu increment està relacionat amb el canvi climàtic.
Algunes proves recents indiquen que almenys alguns NNL són resultat de la congelació de l'aigua expulsada pels transbordadors espacials.